# Gary Lee
Gary Philip Lee, ou Gurrulan de son nom aborigène de Terre d'Arnhem, est un artiste photographe connu principalement pour ses portraits d'hommes indiens et l'homoérotisme qui y transparaît.

## Biographie
Gary Lee est né à Darwin en 1952, dans le pays larrakia (en). Il est Larrakia, et a des ancêtres filipino, allemands, écossais, chinois et japonais. Après avoir quitté Darwin à 17 ans et avoir voyagé de Londres à Calcutta pendant quatre ans, il est parti étudier le stylisme à Sydney en 1981, puis est retourné à Darwin en 1993 où il a aussi étudié l'anthropologie. Ouvertement gay, il a participé à la lutte contre l'épidémie du sida dans les communautés autochtones aux côtés du gouvernement local.

## Œuvre
En 1991, Lee écrit la pièce de théâtre Keep Him My Heart, produite en 1993, qui explore les relations entre Aborigènes et Filipinos à travers une histoire d'amour.
Depuis 1993, Lee crée sa série Nice Coloured Boys, des portraits d'hommes, pris principalement dans la rue lors de voyages en Inde. Ce projet s'enracine dans son séjour de deux ans à Calcutta dans sa jeunesse hippie, et la plupart de ses modèles sont de Varanasi. Selon la critique Jacqui Durrant, toute l'œuvre de Lee a une certaine esthétique gaie qui interroge la manière dont la masculinité et l'ethnicité – indiennes, aborigènes, blanches australiennes – sont vues, et qui expose leur beauté et leur érotisme débordant l'hégémonie du regard masculin hétérosexuel blanc. Dans certains clichés, Lee pose lui aussi à côté des autres hommes, mettant en relief sa propre identité ambiguë et invisibilisée, et laissant apparaître une complicité mutuelle à laquelle le spectateur est convié comme à un plaisir coupable, selon le critique Daniel Browning.
En 2016, Lee expose à Guangzhou une série de 30 portraits d'hommes pris en 2012 à Beijing et Shanghai.
En 2023 est publiée une anthologie de l'œuvre artistique et anthropologique de Lee, coordonnée par son conjoint Maurice O'Riordan. Selon le critique Tristan Harwood, cette anthologie met en lumière la réflexion sur le colonialisme au cœur de l'œuvre de Lee, et son idéal de vivre-ensemble interculturel se rapprocherait de la philosophie de la Relation d'Édouard Glissant.
En 2024, Lee expose des photos tirées d'archives personnelles et familiales locales, partiellement coloriées, par lesquelles il souhaite mettre en avant les personnes larrakia couramment exclues des récits historiques, par exemple parce qu'elles sont marginalisées à cause de leur genre ou de leur sexualité.

## Distinctions
Gary Lee a remporté le prix Works on Paper Award 2022 des Telstra National Aboriginal and Torres Strait Islander Art Awards (TNATSIAA) pour son œuvre Nagi, qui représente son grand-père.

## Influence
La nièce de Gary Lee, l'artiste Jena Lee, dit avoir été beaucoup inspirée par son oncle.